# Efferia cuervana
Efferia cuervana este o specie de muște din genul Efferia, familia Asilidae. A fost descrisă pentru prima dată de Hardy în anul 1943.
Este endemică în New Mexico. Conform Catalogue of Life specia Efferia cuervana nu are subspecii cunoscute.